# Курган Пилсудского
50°3,36′ с. ш. 19°50,50′ в. д.
 Памятник культуры Малопольского воеводства: регистрационный номер А-607 от  22 июня 1981 года.

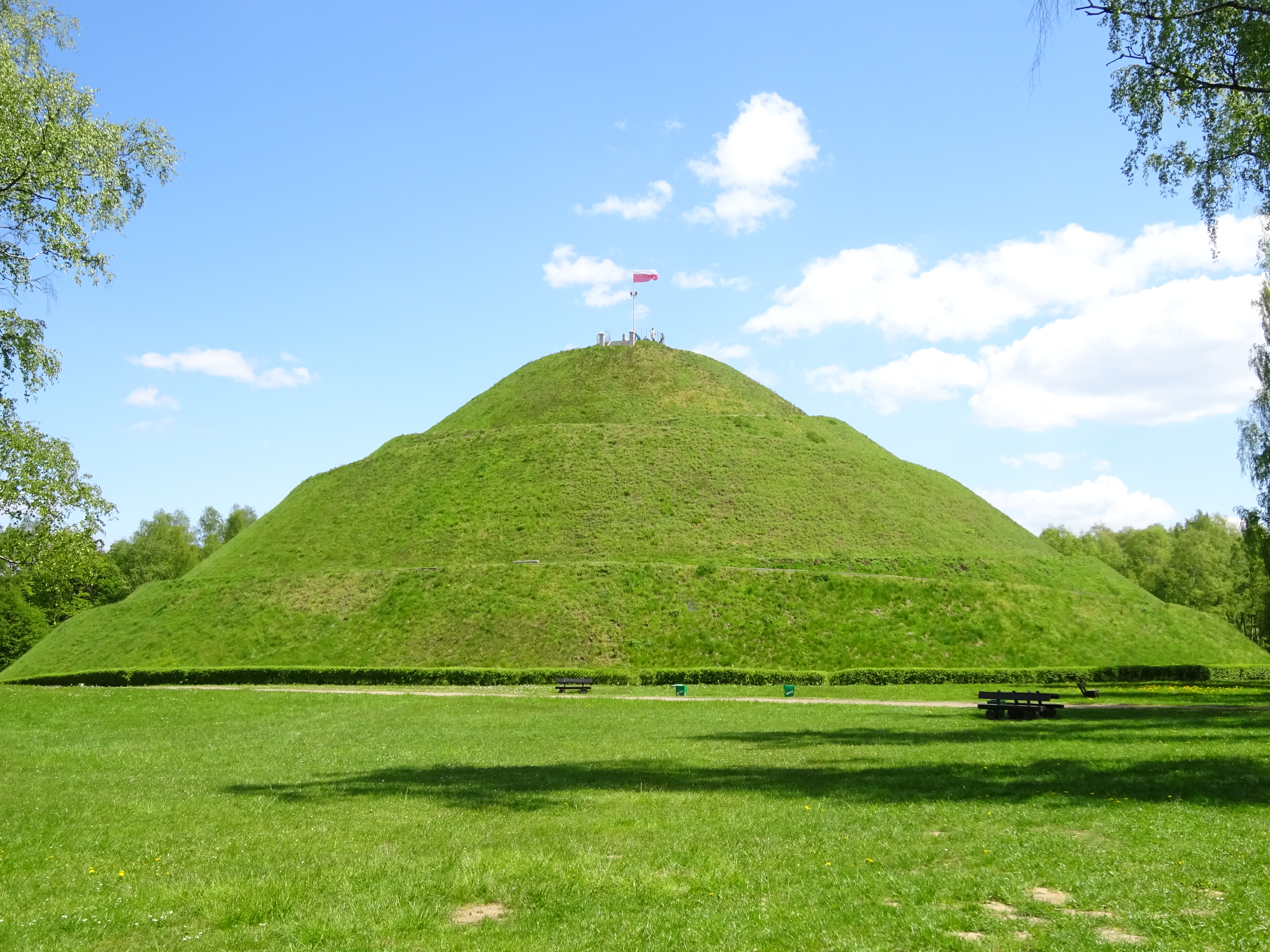
Курган Пилсудского

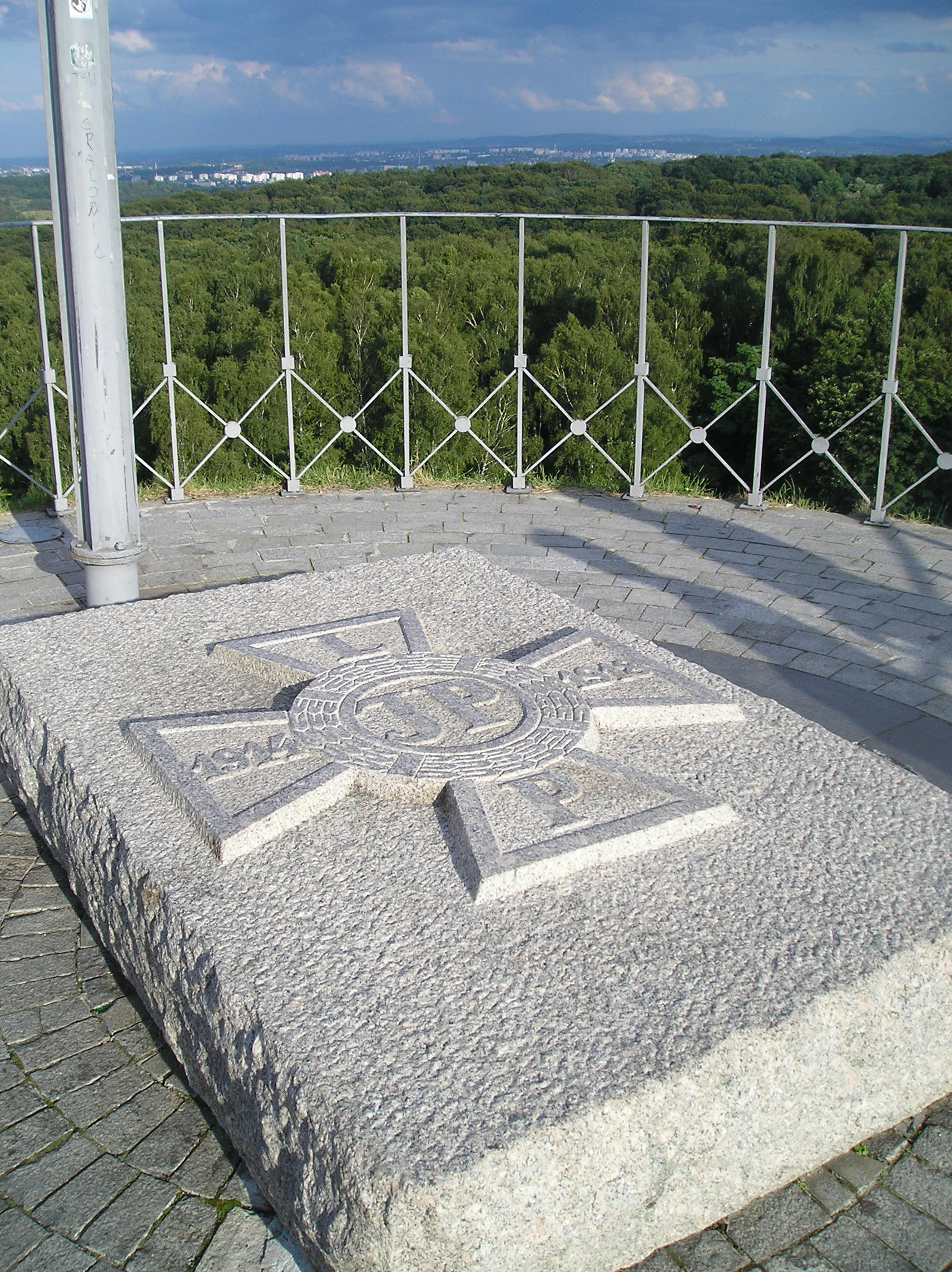
Монумент на вершине кургана

Курган Пилсудского также известный как Курган независимости или Курган свободы (пол. Kopiec Piłsudskiego) — искусственный холм, созданный в 1934—1937 годах в Кракове, Польша. Курган находится на вершине самого высокого краковского холма Совинец. Назван в честь Юзефа Пилсудского — польского национального лидера и борца за независимость. Это самая крупная из четырёх искусственных насыпей в Кракове наряду с курганами Крака (Кракуса), Ванды и Костюшко.

## История
В 1934 году Ассоциация польских легионеров предложила построить памятник независимости Польши. Строительство насыпной горы закончилось 9 июля 1937 года. Для создания насыпной использовали почву из полей сражений, в которых воевали поляки.
22 июня 1981 года курган был внесён в реестр памятников культуры Малопольского воеводства.

## Разное
Одна из гор на о. Сахалин в Долинском районе также называется Гора Пилсудского.
Это название было дано в честь брата маршала Юзефа Пилсудского — этнографа и исследователя Дальнего Востока Бронислава Пилсудского.